# János Libényi

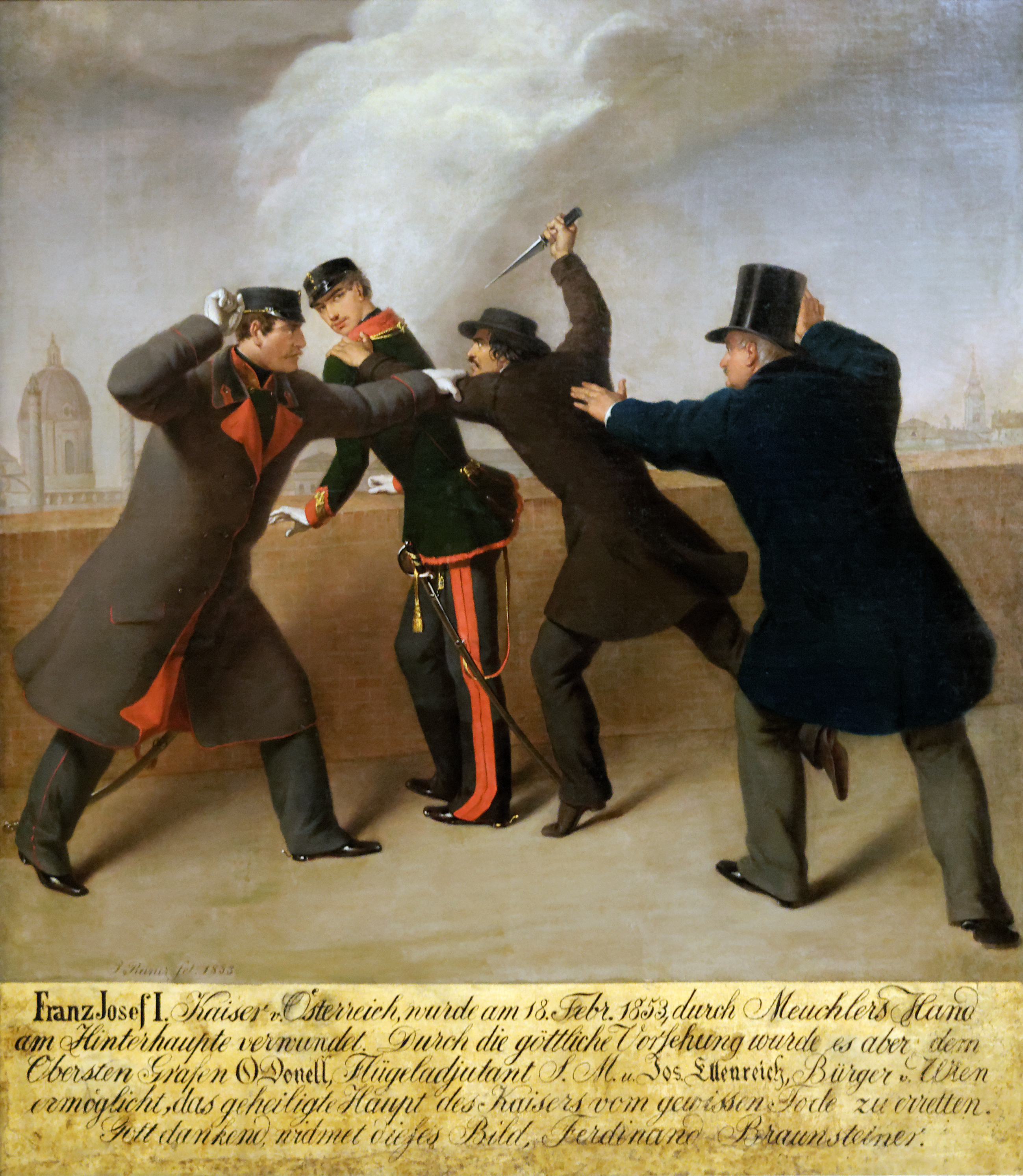
Das Attentat auf Kaiser Franz Joseph I. am 18. Februar 1853. Ölgemälde v. J. J. Reiner, 1853

János Libényi (getauft am 8. Dezember 1831 in Csákvár; † 26. Februar 1853 in Favoriten bei Wien) war ein ungarischer Schneider, der 1853 ein Attentat auf den österreichischen Kaiser Franz Joseph I. verübte.

## Leben
János Libényi arbeitete während der ungarischen Revolution 1848/1849 als Militärschneider für die Aufständischen. Ab 1851 lebte er in Wien. 
Während eines Spaziergangs des zweiundzwanzigjährigen Kaisers Franz Joseph auf der Kärntner Bastei am 18. Feber 1853 versuchte ihm Libényi ein Messer in den Nacken zu stechen, das aber am Kragen seiner Uniform abglitt und den Kaiser nur leicht verletzte. Bevor Libenyi ein zweites Mal zustechen konnte, wurde er vom kaiserlichen Adjutanten Maximilian O’Donell sowie dem herbeieilenden Fleischermeister Josef Ettenreich überwältigt.
Während des Prozesses bekannte sich Libényi als Einzeltäter und gab Hass auf den Kaiser, wegen der blutigen Niederschlagung der Revolution in Ungarn 1848/1849, als Motiv an. Er wurde zum Tod durch den Strang verurteilt. Am 26. Feber 1853 wurde er bei der Spinnerin am Kreuz hingerichtet.
Oft wird fälschlicherweise die Simmeringer Haide als Hinrichtungsort angegeben. Grund dafür ist ein Spottlied, das mit der Zeile Auf der Simmeringer Had', hat's an Schneider verwaht beginnt. Allerdings stammt dieses Lied ursprünglich aus dem bereits 1828 erschienenen Nestroy-Stück Dreyßig Jahre aus dem Leben eines Lumpen und wurde von den Wienern nur an einigen Stellen umgedichtet, da János Libényi ebenfalls Schneider war.